# شهرستان الحشاء
ناحیهٔ الحشاء (به عربی: مدیریة الحشاء) یک ناحیه در یمن است که در استان ضالع واقع شده‌است.

## خصوصیات
ناحیهٔ الحشاء ۶۰٬۱۷۸ نفر جمعیت دارد.